# Latiphea
Latiphea é um gênero de traça pertencente à família Arctiidae.